# Thomas M. King

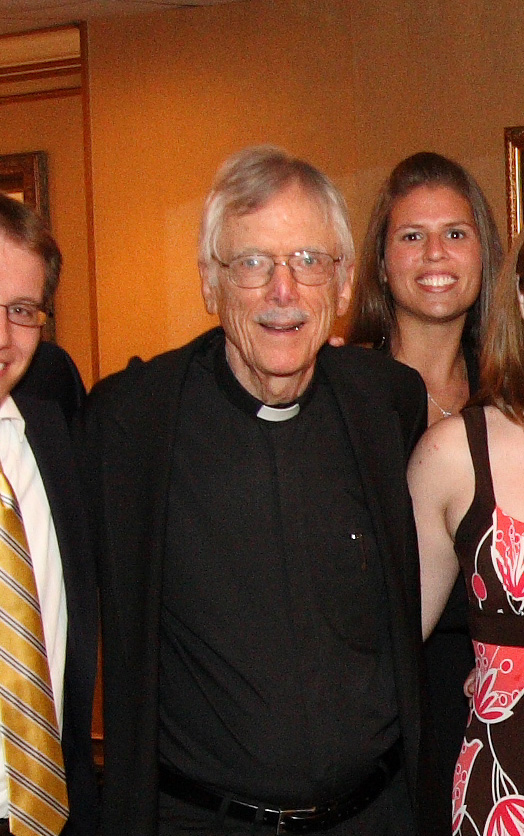
Thomas M. King

Thomas Mulvihill King, (Pittsburgh, 9 mei 1929 - Washington D.C., 23 juni 2009) was een Amerikaans jezuïet en theoloog. 
King ging in 1951 bij de jezuïeten en studeerde vervolgens verder aan de Fordham University en aan het Woodstock College. In 1964 werd hij tot priester gewijd. Na het behalen van zijn  doctoraat aan de  Universiteit van Straatsburg in 1968,  begon hij te doceren  in Georgetown. Als lid van de "Amerikaanse  Teilhard Vereniging", publiceerde hij veel over  Pierre Teilhard de Chardin, zoals  Teilhard's Mysticism of Knowing (1981), Teilhard and the Unity of Knowledge (1983) Teilhard de Chardin (1988), The Letters of Teilhard de Chardin and Lucile Swan (1993)  en Teilhard's Mass (2005).  Onder zijn andere werken zijn te vermelden  Sartre and the Sacred (1974), Enchantments: Religion and the Power of the Word (1989), Merton: Mystic at the Center of America (1992) en  Jung's Four and Some Philosophers (1999).
Hij overleed in juni 2009 aan een hartaanval.